# Carlo Chiappano
Carlo Chiappano (Varzi, 16 marzo 1941 – Casei Gerola, 7 luglio 1982) è stato un ciclista su strada e dirigente sportivo italiano.
Professionista dal 1962 al 1972, vinse una tappa al Giro d'Italia e indossò la maglia rosa per un giorno nel 1965.

## Carriera
Ottenne una cinquantina di successi nelle categorie dilettantistiche e minori. Passato professionista nel 1962, seppe mettersi in luce come gregario al servizio di Gianbattista Baronchelli e Michele Dancelli. Conseguì poche vittorie ma importanti: una tappa al Tour de Suisse 1966 e una al Giro d'Italia 1969, anno in cui vinse anche la Tirreno-Adriatico.
Appesa la bicicletta al chiodo, nel 1972, rimase nell'ambiente del ciclismo svolgendo il ruolo di direttore sportivo e lanciando Giuseppe Saronni. Morì in un incidente stradale nel 1982, proprio nell'anno in cui Saronni conquistò l'iride mondiale.

## Palmarès
- 1966 (Sanson, una vittoria)

2ª tappa Tour de Suisse (Yverdon > Villars)
- 1969 (Sanson, due vittorie)

Classifica generale Tirreno-Adriatico
10ª tappa Giro d'Italia (Potenza > Campitello Matese)

## Piazzamenti

### Grandi giri
- Giro d'Italia

1963: ritirato
1964: 19º
1965: 37º
1966: 31º
1967: 49º
1968: 66º
1969: 32º
1970: 40º
1971: 40º
1972: ritirato
- Tour de France

1967: fuori tempo (8ª tappa)
1968: 25º
1970: ritirato (6ª tappa)

### Classiche
- Milano-Sanremo

1963: 23º
1964: 102º
1966: 85º
1967: 115º
1969: 50º
1972: 77º
- Giro di Lombardia

1962: 30º
1963: 27º
1965: 22º

## Riconoscimenti
A Carlo Chiappano è intitolato il campo sportivo di Varzi, suo luogo natale.